# Campionati mondiali di slittino su pista naturale 2023 - Staffetta a squadre
La staffetta a squadre dei campionati mondiali di slittino su pista naturale 2023 si è disputata il 12 febbraio 2023 presso l'impianto di Nova Ponente. La prova si è svolta con la formula della staffetta donna/uomo optando, come per l'edizione precedente, per una sola discesa di entrambi i sessi. Hanno partecipato alla gara 14 atleti di 7 nazionalità diverse
L'Italia è stata in grado di difendere il titolo conquistato due anni prima grazie ad una prova dominante di Evelin Lanthaler che ha rifilato quasi 1"05 alla sua più immediata inseguitrice. È giunto così il decimo podio consecutivo e la settima vittoria in questo format di gara per l'Italia. Alex Gruber ha messo al collo la sua quarta medaglia d'oro nella prova a squadre iridata, eguagliando il record detenuto da Patrick Pigneter.
La Germania ha colto la sua prima medaglia di sempre ai campionati mondiali di slittino su pista naturale grazie alla prova di Lisa Walch e Vincent Streit.

## Podio
| Pos.    | Nazione  | Atleti                           | Tempo   |
| ------- | -------- | -------------------------------- | ------- |
| Oro     | Italia   | Evelin Lanthaler Alex Gruber     | 1'53"99 |
| Argento | Austria  | Tina Unterberger Michael Scheikl | 1'54"96 |
| Bronzo  | Germania | Lisa Walch Vincent Streit        | 1'58"65 |

## Programma
| Data             | Ora (UTC+1) | Turno        |
| ---------------- | ----------- | ------------ |
| 12 febbraio 2023 | 12:30       | Manche unica |

## Situazione pre-gara

### Campioni in carica
I campioni in carica a livello mondiale ed europeo erano:
| Campione | Nazione | Atleti                       | Tempo   | Data                               | Competizione  |
| -------- | ------- | ---------------------------- | ------- | ---------------------------------- | ------------- |
| Mondiali | Italia  | Evelin Lanthaler Alex Gruber | 2'29"71 | 14 febbraio 2021 Umhausen, Austria | Mondiali 2021 |
| Europei  | Italia  | Evelin Lanthaler Alex Gruber | 2'06"80 | 13 febbraio 2022 Lasa, Italia      | Europei 2022  |

### La stagione
Prima di questa gara, le competizioni di Coppa del Mondo non avevano visto alcun risultato.

## Risultati
| Pos. | Nazione     | Atleti                           | Donna   | Uomo    | Totale  | Distacco |
| ---- | ----------- | -------------------------------- | ------- | ------- | ------- | -------- |
|      | Italia      | Evelin Lanthaler Alex Gruber     | 57"07   | 56"92   | 1'53"99 |          |
|      | Austria     | Tina Unterberger Michael Scheikl | 58"36   | 56"60   | 1'54"96 | +0"97    |
|      | Germania    | Lisa Walch Vincent Streit        | 58"12   | 1'00"53 | 1'58"65 | +4"66    |
| 4    | Slovenia    | Meta Mekina Ziga Kralj           | 1'01"15 | 58"98   | 2'00"13 | +6"14    |
| 5    | Stati Uniti | Katie Cookman Torrey Cookman     | 1'06"43 | 1'02"05 | 2'08"48 | +14"49   |
| 6    | Polonia     | Julia Plowy Nikolas Dawidowski   | 1'03"00 | 1'13"64 | 2'16"64 | +22"65   |
| 7    | Svizzera    | Juri Mizuno Shohei Tanaka        | 1'56"59 | 1'08"55 | 3'05"14 | +1'11"15 |